# Tranemo
Tranemo è una città della Svezia, capoluogo del comune omonimo, nella contea di Västra Götaland. Ha una popolazione di 3.152 abitanti.